# Episodi di Prince of Tennis
Questa è la lista degli episodi di Prince of Tennis, serie televisiva anime prodotta da Trans Art e diretta da Takayuki Hamana. I 178 episodi che compongono la serie sono stati trasmessi dal 10 ottobre 2001 al 30 marzo 2005 su TV Tokyo.
In Italia le prime 52 puntate dell'anime sono state trasmesse in prima TV su Hiro, esordendo l'8 dicembre 2008.

## Anime

### Stagione 1 (2001-2002)
| Nº                      | Titolo italiano Giapponese 「Kanji」 - Rōmaji                                     | In onda          | In onda          |
| Nº                      | Titolo italiano Giapponese 「Kanji」 - Rōmaji                                     | Giapponese       | Italiano         |
| Stagione 1 (26 episodi) |                                                                                   |                  |                  |
| 1                       | L'arrivo del principe 「王子様現る」 - Oujisama Arawaru                           | 10 ottobre 2001  | 8 dicembre 2008  |
| 2                       | Samurai Junior 「サムライ・ジュニア」 - Samurai Junior                            | 17 ottobre 2001  | 8 dicembre 2008  |
| 3                       | La squadra 「登場！青学レギュラー」 - Tōjō! Seigaku Regular                       | 24 ottobre 2001  | 8 dicembre 2008  |
| 4                       | Il torneo 「マムシと呼ばれる男」 - Mamushi to Yobareru Otoko                      | 31 ottobre 2001  | 9 dicembre 2008  |
| 5                       | Ryoma in difficoltà 「スネイク・ショット」 - Suneiku Shotto                       | 7 novembre 2001  | 10 dicembre 2008 |
| 6                       | Tale padre tale figlio 「その男、越前南次郎」 - Sono Otoko, Echizen Nanjiroh      | 14 novembre 2001 | 11 dicembre 2008 |
| 7                       | Il segreto di Sadaharu 「二人のリョーマ」 - Futari no Ryoma                       | 21 novembre 2001 | 12 dicembre 2008 |
| 8                       | Un originale Slip Step 「スプリットステップ」 - Supurittosuteppu                  | 28 novembre 2001 | 15 dicembre 2008 |
| 9                       | Un nuovo giovane titolare 「ザ・ハード・デイ」 - Za Haado Dei                     | 5 dicembre 2001  | 16 dicembre 2008 |
| 10                      | Un cliente difficile 「逆襲！佐々部再び」 - Gyakushū! Sasabe Futatabi             | 12 dicembre 2001 | 17 dicembre 2008 |
| 11                      | Ryoma contro Momoshiro 「越前VS桃城」 - Echizen VS Momoshiro                      | 19 dicembre 2001 | 18 dicembre 2008 |
| 12                      | Il doppio 「ア・ウンな二人」 - A Un na Futari                                     | 26 dicembre 2001 | 19 dicembre 2008 |
| 13                      | Un doppio vincente 「男はダブルス！」 - Otoko wa Dōbles                           | 9 gennaio 2002   | 22 dicembre 2008 |
| 14                      | Finale a sorpresa 「つばめ返し！」 - Tsubame Gaeshi!                              | 16 gennaio 2002  | 23 dicembre 2008 |
| 15                      | Ognuno alla sua sfida 「それぞれの戦い」 - Sorezore no Tatakai                    | 23 gennaio 2002  | 24 dicembre 2008 |
| 16                      | La scordata del serpente 「ブーメラン・スネイク」 - Būmeran Suneiku               | 30 gennaio 2002  | 25 dicembre 2008 |
| 17                      | Il micidiale morso della vipera 「小さなガッツポーズ」 - Chiisana Gattsupoozu     | 6 febbraio 2002  | 26 dicembre 2008 |
| 18                      | Najiro prodigio del tennis 「ラブレター」 - Raburetaa                             | 13 febbraio 2002 | 29 dicembre 2008 |
| 19                      | La ferita di Ryoma 「傷だらけのリョーマ」 - Kizudarake no Ryoma                   | 20 febbraio 2002 | 30 dicembre 2008 |
| 20                      | Limite di tempo 「タイムリミット」 - Taimurimitto                                 | 27 febbraio 2002 | 31 dicembre 2008 |
| 21                      | Spionaggio sportivo 「テニスコートは燃えているか？」 - Tenisukooto wa Moeteiruka? | 6 marzo 2002     | 1º gennaio 2009  |
| 22                      | Triplice furto 「薫の災難」 - Kaoru no Sainan                                     | 13 marzo 2002    | 2 gennaio 2009   |
| 23                      | L'elisir di Inui 「登場！乾汁デラックス」 - Tōjyō! Inui Jiru Derakkusu            | 20 marzo 2002    | 5 gennaio 2009   |
| 24                      | Un giorno di vacanza per Ryoma 「リョーマの休日」 - Ryoma no Kyūjitsu             | 27 marzo 2002    | 6 gennaio 2009   |
| 25                      | Una motivazione profonda 「青学最強の男」 - Seigaku Saikyō no Otoko               | 10 aprile 2002   | 7 gennaio 2009   |
| 26                      | Un nuovo Ryoma 「青学最強の男」 - Seigaku Saikyō no Otoko                         | 10 aprile 2002   | 8 gennaio 2009   |

### Stagione 2 (2002)
| Nº                      | Titolo italiano Giapponese 「Kanji」 - Rōmaji                                                | In onda           | In onda          |
| Nº                      | Titolo italiano Giapponese 「Kanji」 - Rōmaji                                                | Giapponese        | Italiano         |
| Stagione 2 (26 episodi) |                                                                                              |                   |                  |
| 27                      | Le avventure di Karupin 「カルピンの冒険」 - Karupin no Bōken                                | 17 aprile 2002    | 9 gennaio 2009   |
| 28                      | Una nuova stella del tennis 「新レギュラー現る！？」 - Shin Regyuraa Arawaru!?               | 24 aprile 2002    | 12 gennaio 2009  |
| 29                      | Una coppia litigiosa 「桃とマムシ」 - Momo to Mamushi                                        | 1º maggio 2002    | 13 gennaio 2009  |
| 30                      | Colpi imprevedibili 「観月のシナリオ」 - Mizuki no Shinario                                  | 8 maggio 2002     | 14 gennaio 2009  |
| 31                      | La coppia d'oro 「ムーンボレー」 - Mūnboree                                                  | 15 maggio 2002    | 15 gennaio 2009  |
| 32                      | La rinascita di Eiji 「必殺！英二の寝たフリ攻撃！？」 - Hissatsu! Eiji no Neta Furi Kōgeki!? | 22 maggio 2002    | 16 gennaio 2009  |
| 33                      | Una prova di resistenza 「タイブレーク」 - Taibureeku                                        | 29 maggio 2002    | 19 gennaio 2009  |
| 34                      | Twist Spin Shot 「ツイストスピンショット」 - Tsuisutosupinshotto                             | 5 giugno 2002     | 20 gennaio 2009  |
| 35                      | La grande rimonta 「ドライブB」 - Doraibu B                                                  | 12 giugno 2002    | 21 gennaio 2009  |
| 36                      | Per amore del fratello 「兄、不二周助」 - Ani, Fuji Syūsuke                                  | 19 giugno 2002    | 22 gennaio 2009  |
| 37                      | L'allenamento 「リョーマ印のテニスボール」 - Ryoma Jirushi no Tenisubooru                    | 26 giugno 2002    | 23 gennaio 2009  |
| 38                      | Un tipo violento 「ペナル茶！」 - Penaru Tii!                                                | 3 luglio 2002     | 26 gennaio 2009  |
| 39                      | Un allenamento massacrante 「ヒグマ落とし！」 - Higuma Otoshi!                               | 10 luglio 2002    | 27 gennaio 2009  |
| 40                      | Un duello sotto la pioggia 「雨の中の決闘」 - Ame no Naka no Kettō                           | 17 luglio 2002    | 28 gennaio 2009  |
| 41                      | Uno strano incidente 「波乱！」 - Haran!                                                     | 24 luglio 2002    | 29 gennaio 2009  |
| 42                      | Sfida tra due vecchi coach 「狙われた大石」 - Nerawareta Oishi                               | 31 luglio 2002    | 30 gennaio 2009  |
| 43                      | Un match serrato 「ラッキー千石」 - Rakkii Sengoku                                           | 7 agosto 2002     | 2 febbraio 2009  |
| 44                      | Un rovescio micidiale 「ジャックナイフ」 - Jyakku Naifu                                      | 14 agosto 2002    | 3 febbraio 2009  |
| 45                      | Un bullo in campo 「コートの上の悪魔」 - Kooto no Ue no Akuma                                | 21 agosto 2002    | 4 febbraio 2009  |
| 46                      | Spirito da samurai 「サムライ魂」 - Samurai Damashii                                         | 28 agosto 2002    | 5 febbraio 2009  |
| 47                      | Vittoria a tutti i costi 「負けられない！」 - Makerarenai!                                   | 4 settembre 2002  | 6 febbraio 2009  |
| 48                      | Il momento di decidere 「決着の瞬間（とき）」 - Kecchaku no Toki                             | 11 settembre 2002 | 9 febbraio 2009  |
| 49                      | Una battaglia diversa 「異種格闘戦」 - Ishukaku Tōsen                                        | 18 settembre 2002 | 10 febbraio 2009 |
| 50                      | Vince il migliore 「青学名物！」 - Seigaku Meibutsu!                                         | 25 settembre 2002 | 11 febbraio 2009 |
| 51                      | La sfida di Sadaharu 「乾の挑戦」 - Inui no Chōsen                                           | 2 ottobre 2002    | 12 febbraio 2009 |
| 52                      | L'invincibile capitano 「青学最大の危機」 - Seigaku Saidai no Kiki                           | 9 ottobre 2002    | 13 febbraio 2009 |

### Stagione 3 (2002-2003)
| Nº                      | Giapponese 「Kanji」 - Rōmaji                                     | In onda          | In onda |
| Nº                      | Giapponese 「Kanji」 - Rōmaji                                     | Giapponese       |         |
| Stagione 3 (26 episodi) |                                                                   |                  |         |
| 53                      | 「帰ってきた桃」 - Kaettekita Momo                                | 16 ottobre 2002  |         |
| 54                      | 「薫の特訓」 - Kaoru no Tokkun                                    | 23 ottobre 2002  |         |
| 55                      | 「迫りくる氷帝」 - Semarikuru Hyōtei                              | 30 ottobre 2002  |         |
| 56                      | 「３人のダブルス」 - Sannin no Daburusu                           | 6 novembre 2002  |         |
| 57                      | 「スカッドサーブ」 - Sukaddo Saabu                                | 13 novembre 2002 |         |
| 58                      | 「最悪の相性！？」 - Saiaku no Aishō!?                            | 20 novembre 2002 |         |
| 59                      | 「あくなきこだわり」 - Akunaki Kodawari                           | 27 novembre 2002 |         |
| 60                      | 「パワーVSパワー」 - Pawaa VS Pawaa                               | 4 dicembre 2002  |         |
| 61                      | 「波動球合戦！」 - Hadōkyū Gassen!                                | 11 dicembre 2002 |         |
| 62                      | 「消えるサーブ」 - Kieru Saabu                                    | 18 dicembre 2002 |         |
| 63                      | 「最後のトリプルカウンター」 - Saigo no Toripuru Kauntaa          | 25 dicembre 2002 |         |
| 64                      | 「番外編 てにぷり」 - Bangaihen Tenipuri                          | 8 gennaio 2003   |         |
| 65                      | 「青学の柱になれ」 - Seigaku no Hashira ni Nare                   | 15 gennaio 2003  |         |
| 66                      | 「破滅への輪舞曲」 - Hametsu e no Rondo                           | 22 gennaio 2003  |         |
| 67                      | 「最後の一球」 - Saigo no Ikkyū                                   | 29 gennaio 2003  |         |
| 68                      | 「終わりなきタイブレーク」 - Owarinaki Taibureeku                 | 5 febbraio 2003  |         |
| 69                      | 「レギュラーの座は誰の手に？」 - Regyuraa no Za wa Dare no Te ni? | 12 febbraio 2003 |         |
| 70                      | 「テニスVSピンポン」 - Tenisu VS Pinpon                           | 19 febbraio 2003 |         |
| 71                      | 「デートだ！」 - Deeto Da!                                        | 26 febbraio 2003 |         |
| 72                      | 「薫、リョーマになる」 - Kaoru, Ryoma ni Naru                     | 5 marzo 2003     |         |
| 73                      | 「手塚の決意」 - Tezuka no Ketsui                                 | 12 marzo 2003    |         |
| 74                      | 「越前へのメッセージ」 - Echizen he no Messeeji                   | 19 marzo 2003    |         |
| 75                      | 「さらば、手塚国光」 - Saraba, Tezuka Kunimitsu                   | 26 marzo 2003    |         |
| 76                      | 「青学対城成湘南」 - Seigaku VS Jyōsei Shōnan                     | 9 aprile 2003    |         |
| 77                      | 「冷静と情熱の戦い」 - Reisei to Jyōnetsu no Tatakai              | 16 aprile 2003   |         |
| 78                      | 「サンダーボルト」 - Sandaaboruto                                 | 23 aprile 2003   |         |

### Stagione 4 (2003)
| Nº                      | Giapponese 「Kanji」 - Rōmaji                                  | In onda        | In onda |
| Nº                      | Giapponese 「Kanji」 - Rōmaji                                  | Giapponese     |         |
| Stagione 4 (19 episodi) |                                                                |                |         |
| 79                      | 「I （アイ） フォーメーション」 - Ai Foomeeshon                | 30 aprile 2003 |         |
| 80                      | 「プリテンダーの戦法」 - Puritendaa Senbō                      | 7 maggio 2003  |         |
| 81                      | 「マムシVSニセマムシ」 - Mamushi VS Nisemamushi                | 14 maggio 2003 |         |
| 82                      | 「華村の誘惑」 - Hanamura no Yūwaku                            | 21 maggio 2003 |         |
| 83                      | 「最高の作品」 - Saikō no Sakuhin                              | 28 maggio 2003 |         |
| 84                      | 「ディープ・インパルス」 - Diipu Inparusu                      | 4 giugno 2003  |         |
| 85                      | 「死闘の果て」 - Shitō no Hate                                 | 11 giugno 2003 |         |
| 86                      | 「リズムにHigh!」 - Rizumu ni High!                            | 18 giugno 2003 |         |
| 87                      | 「テニスの王子様スペシャル！」 - Tenisu no Oujisama Supesharu! | 25 giugno 2003 |         |
| 88                      | 「テニスの王子様スペシャル！」 - Tenisu no Oujisama Supesharu! | 25 giugno 2003 |         |
| 89                      | 「青学、ダダダ壇」 - Seigaku, Dadada Dan                       | 2 luglio 2003  |         |
| 90                      | 「房総ビーチバレー」 - Bōsō Biichibaree                        | 9 luglio 2003  |         |
| 91                      | 「六角中の一年生部長」 - Rokkaku Chū no Ichinensei Buchō       | 16 luglio 2003 |         |
| 92                      | 「長ラケットの男」 - Naga Raketto no Otoko                     | 23 luglio 2003 |         |
| 93                      | 「ダッシュ波動球」 - Dasshu Hadōkyū                            | 30 luglio 2003 |         |
| 94                      | 「菊丸封じの秘策」 - Kikumaru Fūji no Hisaku                   | 6 agosto 2003  |         |
| 95                      | 「つばめ返し、破れたり！」 - Tsubame Gaeshi, Yaburetari!       | 13 agosto 2003 |         |
| 96                      | 「燃えろリョーマ！」 - Moero Ryoma!                            | 20 agosto 2003 |         |
| 97                      | 「決着のスマッシュ」 - Kecchaku no Sumasshu                    | 27 agosto 2003 |         |

### Stagione 5 (2003-2004)
| Nº                      | Giapponese 「Kanji」 - Rōmaji                                                           | In onda           | In onda |
| Nº                      | Giapponese 「Kanji」 - Rōmaji                                                           | Giapponese        |         |
| Stagione 5 (31 episodi) |                                                                                         |                   |         |
| 98                      | 「ビリヤードの王子様」 - Biriyaado no Oujisama                                          | 3 settembre 2003  |         |
| 99                      | 「呪いのラケット」 - Noroi no Raketto                                                   | 10 settembre 2003 |         |
| 100                     | 「キャプテン大石」 - Kyaputen Ooishi                                                    | 17 settembre 2003 |         |
| 101                     | 「立海大を食え！」 - Rikkaidai o Kue!                                                   | 24 settembre 2003 |         |
| 102                     | 「観月のささやき」 - Mizuki no Sasayaki                                                 | 1º ottobre 2003   |         |
| 103                     | 「眠れない夜」 - Nemurenai Yoru                                                         | 8 ottobre 2003    |         |
| 104                     | 「リョーマVS真田」 - Ryoma VS Sanada                                                    | 15 ottobre 2003   |         |
| 105                     | 「リョーマ惨敗」 - Ryoma Zanpai                                                         | 22 ottobre 2003   |         |
| 106                     | 「合宿に行こう！」 - Gasshuku ni Ikō!                                                   | 29 ottobre 2003   |         |
| 107                     | 「部長あらわる！？」 - Buchō Arawaru!?                                                  | 5 novembre 2003   |         |
| 108                     | 「合宿でドッキリ！」 - Gasshuku de Dokkiri!                                             | 12 novembre 2003  |         |
| 109                     | 「テニス・バイアスロン」 - Tenisu Baiasuron                                             | 19 novembre 2003  |         |
| 110                     | 「翔べ！樺地」 - Tobe! Kabaji                                                           | 26 novembre 2003  |         |
| 111                     | 「元祖天才・不二周助」 - Ganso Tensai Fuji Shūsuke                                      | 3 dicembre 2003   |         |
| 112                     | 「波動球VSスカッドサーブ」 - Hadōkyū VS Sukaddo Saabu                                   | 10 dicembre 2003  |         |
| 113                     | 「麗しいの跡部」 - Uruwashi no Atobe                                                    | 17 dicembre 2003  |         |
| 114                     | 「リョーマがゆく！」 - Ryoma ga Yuku!                                                   | 24 dicembre 2003  |         |
| 115                     | 「男だらけの野球大会 / 荒野の王子様」 - Otoko Darake no Yakyū Taikai / Kōya no Oujisama | 7 gennaio 2004    |         |
| 116                     | 「青学VS王者立海大 勝野はおれだ！」 - Aogaku VS Ouja ritsu umi taishō no haoreda!       | 21 gennaio 2004   |         |
| 117                     | 「青学VS王者立海大 勝野はおれだ！」 - Aogaku VS Ouja ritsu umi taishō no haoreda!       | 21 gennaio 2004   |         |
| 118                     | 「戦いの儀式」 - Tatakai no gikishiki                                                   | 28 gennaio 2004   |         |
| 119                     | 「綱渡りのダブルス」 - Tsunawatari no daburusu                                          | 4 febbraio 2004   |         |
| 120                     | 「仁王に見抜かれた菊丸」 - Niō ni minukuta Kikumaru                                     | 11 febbraio 2004  |         |
| 121                     | 「柳生の決断」 - Yagyū no ketsudan                                                      | 18 febbraio 2004  |         |
| 122                     | 「乾、吠える！！」 - Inui, hoeru!!                                                      | 25 febbraio 2004  |         |
| 123                     | 「思い出の決着」 - Omoide no kecchyakku                                                 | 3 marzo 2004      |         |
| 124                     | 「切原の赤い罠」 - Kirihara no akai wana                                                | 10 marzo 2004     |         |
| 125                     | 「怒りの不二」 - Ikari no Fuji                                                          | 17 marzo 2004     |         |
| 126                     | 「激突！リョーマVS真田」 - Gekitotsu! Ryoma VS Sanada                                   | 24 marzo 2004     |         |
| 127                     | 「奥義！見えないサーブ」 - Ougi! Mienai Saabu                                           | 31 marzo 2004     |         |
| 128                     | 「決着！勝つのはどっちだ」 - Kecchyaku! Katsu no wa Docchida                            | 7 aprile 2004     |         |

### Stagione 6 (2003)
| Nº                      | Giapponese 「Kanji」 - Rōmaji                                                                                            | In onda           | In onda |
| Nº                      | Giapponese 「Kanji」 - Rōmaji                                                                                            | Giapponese        |         |
| Stagione 6 (37 episodi) | |                   |         |
| 129                     | 「サムライの詩」 - Samurai no Uta                                                                                        | 14 aprile 2004    |         |
| 130                     | 「手塚に会いたい」 - Tezuka ni Aitai                                                                                     | 21 aprile 2004    |         |
| 131                     | 「ネバーギブアップ」 - Nebagibuappu                                                                                      | 28 aprile 2004    |         |
| 132                     | 「ゆかいなテニプリ一家」 - Yukai na Tenipuri Ikka                                                                        | 5 maggio 2004     |         |
| 133                     | 「日本一の寿司屋」 - Nipponichi no Sushiya                                                                               | 12 maggio 2004    |         |
| 134                     | 「わたしの王子様」 - Watashi no Oujisama                                                                                 | 19 maggio 2004    |         |
| 135                     | 「菊丸の夏休み」 - Kikumaru no Natsuyasumi                                                                               | 26 maggio 2004    |         |
| 136                     | 「ジュニア選抜、集まる」 - Jyunia Senbatsu, Atsumaru                                                                     | 2 giugno 2004     |         |
| 137                     | 「疑われた仲間」 - Utagawareta Nakama                                                                                    | 9 giugno 2004     |         |
| 138                     | 「リョーマVS切原！激闘を超えて」 - Ryoma VS Kirihara! Gekitō wo Koete                                                    | 16 giugno 2004    |         |
| 139                     | 「新生・千石清純」 - Shinsei Sengoku Kiyosumi                                                                            | 23 giugno 2004    |         |
| 140                     | 「おかえり、手塚国光」 - Okaeri, Tezuka Kunimitsu                                                                        | 30 giugno 2004    |         |
| 141                     | 「跡部×真田 頂上決戦！ ！」 - Atobe X Sanada: Chōjō kessen                                                               | 30 giugno 2004    |         |
| 142                     | 「アメリカから来たの少年」 - Amerika kara Kita Shōnen                                                                    | 7 luglio 2004     |         |
| 143                     | 「手塚の選択」 - Tezuka no Sentaku                                                                                       | 14 luglio 2004    |         |
| 144                     | 「結成！ドリームチーム」 - Kessei! Doriimu Chiimu                                                                        | 21 luglio 2004    |         |
| 145                     | 「リョーマとケビン」 - Ryoma to Kevin                                                                                    | 28 luglio 2004    |         |
| 146                     | 「アメリカチームの野望」 - Amerika Chiimu no Yabō                                                                        | 4 agosto 2004     |         |
| 147                     | 「最強！跡部＆真田 ！」 - Saikyō! Atobe & Sanada!                                                                        | 18 agosto 2004    |         |
| 148                     | 「ベイカーのシナリオ」 - Beikaa no Shinario                                                                              | 25 agosto 2004    |         |
| 149                     | 「破滅へのタンゴ」 - Hametsu e no Tango                                                                                  | 1º settembre 2004 |         |
| 150                     | 「イケメン・ダブルス」 - Ikemen Daburusu                                                                                 | 8 settembre 2004  |         |
| 151                     | 「哀しみのマリオネット」 - Kanashimi no Marionetto                                                                       | 15 settembre 2004 |         |
| 152                     | 「野獣ボビーマックス」 - Yajyū Bobii Makkusu                                                                             | 22 settembre 2004 |         |
| 153                     | 「限界への挑戦」 - Genkai he no chōsen                                                                                   | 29 settembre 2004 |         |
| 154                     | 「天才VSテニスマシン」 - Tensai VS Tenisu mashin                                                                         | 6 ottobre 2004    |         |
| 155                     | 「1ミリの攻防」 - 1 miri no kōbō                                                                                         | 6 ottobre 2004    |         |
| 156                     | 「出るのはどっちだ！？」 - Deruno wa Docchida!?                                                                          | 13 ottobre 2004   |         |
| 157                     | 「幻のファントムボール」 - Maboroshi no Fantomu Booru                                                                    | 20 ottobre 2004   |         |
| 158                     | 「念願の対決 リョーマVSケビン」 - Nengan no taiketsu - Ryōma VS Kebin                                                    | 27 ottobre 2004   |         |
| 159                     | 「イリュージョン」 - Iryūjyon                                                                                            | 3 novembre 2004   |         |
| 160                     | 「ゲームアンドマッチ」 - Gemu ando matchi                                                                                | 10 novembre 2004  |         |
| 161                     | 「走れ、桃！」 - Hashire, Momo!                                                                                          | 17 novembre 2004  |         |
| 162                     | 「ゴールデンペアの思い出」 - Goruden Pea no Omoide                                                                       | 1º dicembre 2004  |         |
| 163                     | 「海堂の知らない世界」 - Kaidō no Shiranai Sekai                                                                         | 8 dicembre 2004   |         |
| 164                     | 「青学ドッキリ（秘）作戦」 - Seigaku dokkiri sakusen                                                                     | 15 dicembre 2004  |         |
| 165                     | 「テニプリ一家ハワイに行く！？ / テニプリ一家のクリスマス」 - Tenipuri Ikka Hawai ni Iku!? / Tenipuri Ikka no Kurisumasu | 22 dicembre 2004  |         |

### Stagione 7 (2005)
| Nº                      | Giapponese 「Kanji」 - Rōmaji                                        | In onda                     | In onda |
| Nº                      | Giapponese 「Kanji」 - Rōmaji                                        | Giapponese                  |         |
| Stagione 7 (13 episodi) |                                                                      |                             |         |
| 166                     | 「青学名物、ふたたび ！」 - Aogaku meibutsu, futatabi!               | 12 gennaio 2005             |         |
| 167                     | 「永遠のライバル、桃城VS海堂」 - Eien no Raibaru, Momoshiro VS Kaidō | 19 gennaio 2005             |         |
| 168                     | 「リョーマの決断」 - Ryōma no ketsudan                               | 26 gennaio 2005             |         |
| 169                     | 「ゆれる想い」 - Yureru Omoi                                         | 26 gennaio 2005             |         |
| 170                     | 「燃えろ越前！」 - Moero, Echizen!                                   | 2 febbraio 2005             |         |
| 171                     | 「親愛なる友へ」 - Shinai naru tomo he                               | 9 febbraio 2005             |         |
| 172                     | 「グッバイ青学」 - Gubbai Seigaku                                    | 16 febbraio 2005            |         |
| 173                     | 「サムライニューヨーク」 - Samurai New York                          | 23 febbraio 2005            |         |
| 174                     | 「手塚国光VS不二周助」 - Tezuka Kunimitsu VS Fuji Syusuke            | 2 marzo 2005                |         |
| 175                     | 「三年目の本気」 - Sannen Me no Honki                                | 9 marzo 2005                |         |
| 176                     | 「クライマックス」 - Kuraimakkusu                                    | 16 marzo 2005               |         |
| 177                     | 「忘れられない約束」 - Wasurerarenai Yakusoku                        | 23 marzo 2005 30 marzo 2005 |         |
| 178                     | 「さよなら王子様」 - Sayonara Oujisama                               | 30 marzo 2005               |         |

## OAV

### Zenkoku taikai-hen
| Nº                              | Giapponese 「Kanji」 - Rōmaji                          | Pubblicazione     | Pubblicazione |
| Nº                              | Giapponese 「Kanji」 - Rōmaji                          | Giapponese        |               |
| Zenkoku taikai-hen (13 episodi) |                                                        |                   |               |
| 1                               | 「帰ってきた王子様」 - Kaetekita ōjisama               | 24 marzo 2006     |               |
| 2                               | 「ホット ＆ クール」 - Hot & Cool                      | 26 maggio 2006    |               |
| 3                               | 「ザ・フォース カウンター」 - The fourth counter       | 26 maggio 2006    |               |
| 4                               | 「菊丸ひとりぼっち」 - Kikumaru hitori bocchi          | 28 luglio 2006    |               |
| 5                               | 「いちばん長い夏」 - Ichiban nagai natsu               | 28 luglio 2006    |               |
| 6                               | 「殺し屋と呼ばれる男」 - Koroshiya to yobaeru no otoko | 22 settembre 2006 |               |
| 7                               | 「ビーチバレーの王子様!?」 - Bīchibarē no ōjisama      | 22 settembre 2006 |               |
| 8                               | 「嵐の予感」 - Arashi no yokan                         | 24 novembre 2006  |               |
| 9                               | 「折れない心」 - Orenai kokoro                         | 24 novembre 2006  |               |
| 10                              | 「短期決戦」 - Tanki kessen                            | 26 gennaio 2007   |               |
| 11                              | 「手塚国光」 - Tezuka Kunimitsu                        | 26 gennaio 2007   |               |
| 12                              | 「ふたり」 - Futari                                    | 23 marzo 2007     |               |
| 13                              | 「死闘・帝王VS王子様」 - Shitō, teiō vs ōjisama        | 23 marzo 2007     |               |

### Zenkoku taikai-hen Semifinal
| Nº                                       | Giapponese 「Kanji」 - Rōmaji                   | Pubblicazione     | Pubblicazione |
| Nº                                       | Giapponese 「Kanji」 - Rōmaji                   | Giapponese        |               |
| Zenkoku taikai-hen Semifinal (6 episodi) |                                                 |                   |               |
| 1                                        | 「四天宝寺VS不動峰」 - Shitenhōji vs Fudoumine  | 22 giugno 2007    |               |
| 2                                        | 「咆哮」 - Hōkō                                 | 22 giugno 2007    |               |
| 3                                        | 「お笑いテニスの恐怖」 - Owarai tenisu no kyōfu | 25 settembre 2007 |               |
| 4                                        | 「青学のお荷物」 - Seigaku no onimotsu          | 25 settembre 2007 |               |
| 5                                        | 「二つの扉」 - Futatsu no tobira                | 25 gennaio 2008   |               |
| 6                                        | 「一球勝負!」 - Ikyū shōbu                      | 25 gennaio 2008   |               |

### Zenkoku taikai-hen Final
| Nº                                   | Giapponese 「Kanji」 - Rōmaji                                                 | Pubblicazione   | Pubblicazione |
| Nº                                   | Giapponese 「Kanji」 - Rōmaji                                                 | Giapponese      |               |
| Zenkoku taikai-hen Final (7 episodi) |                                                                               |                 |               |
| 0                                    | 「焼肉の王子様」 - Yakiniku no ōjisama                                        | 25 aprile 2008  |               |
| 1                                    | 「頂上対決!」 - Chōjō taiketsu!                                               | 25 luglio 2008  |               |
| 2                                    | 「オレたちのやりかた」 - Oretachi no yarikata                                 | 25 luglio 2008  |               |
| 3                                    | 「真昼に星は見えるか!?」 - Mahiro ni hoshi wa mieruka!?                       | 24 ottobre 2008 |               |
| 4                                    | 「心をひとつに」 - Kokoro o hitsotu ni                                        | 24 ottobre 2008 |               |
| 5                                    | 「最終決戦！王子様VS神の子」 - Saishū kessen! Ōjisama vs kami no ko           | 23 gennaio 2009 |               |
| 6                                    | 「Dear Prince〜テニスの王子様達へ〜」 - Dear Prince ~Tenis no ōjisamatachi e~ | 23 gennaio 2009 |               |

### Altre storie
| Nº | Giapponese 「Kanji」 - Rōmaji                                                 | Pubblicazione     | Pubblicazione |
| Nº | Giapponese 「Kanji」 - Rōmaji                                                 | Giapponese        |               |
| 1  | 「ナニワの王子様 前篇」 - Naniwa no ōjisama zenpen                            | 26 maggio 2008    |               |
| 2  | 「風雲少年跡部」 - Fūun shōnen Atobe                                          | 26 maggio 2008    |               |
| 3  | 「ナニワの王子様 後篇」 - Naniwa no ōjisama kōpen                             | 25 settembre 2008 |               |
| 4  | 「立海烈伝〜王者に挑む反逆児〜」 - Raikkai retsuden ~Ōja ni itomu hangyakuji~ | 25 settembre 2008 |               |

## The New Prince of Tennis

### Anime
| Nº | Giapponese 「Kanji」 - Rōmaji                  | In onda          | In onda |
| Nº | Giapponese 「Kanji」 - Rōmaji                  | Giapponese       |         |
| 1  | 「王子様の帰還」 - Ōji-sama no kikan           | 4 gennaio 2012   |         |
| 2  | 「地獄の番人」 - Jigoku no ban'nin             | 11 gennaio 2012  |         |
| 3  | 「同士討ち」 - Dōshiuchi                       | 18 gennaio 2012  |         |
| 4  | 「部長の選択」 - Buchō no sentaku              | 25 gennaio 2012  |         |
| 5  | 「勝者そして敗者」 - Shōsha soshite haisha     | 1º febbraio 2012 |         |
| 6  | 「心の崖」 - Kokoro no gake                    | 8 febbraio 2012  |         |
| 7  | 「ゼロからのスタート」 - Zero kara no sutāto   | 15 febbraio 2012 |         |
| 8  | 「スペシャルミッション」 - Supesharu misshon   | 22 febbraio 2012 |         |
| 9  | 「進化と変化」 - Shinka to henka               | 29 febbraio 2012 |         |
| 10 | 「さらば 手塚国光」 - Saraba Tedzuka Kunimitsu | 7 marzo 2012     |         |
| 11 | 「約束」 - Yakusoku                            | 14 marzo 2012    |         |
| 12 | 「革命の火蓋」 - Kakumei no hibuta             | 21 marzo 2012    |         |
| 13 | 「輝ける君たちへ」 - Kagayakeru kimitachi e    | 28 marzo 2012    |         |

### OAV
| Nº | Giapponese 「Kanji」 - Rōmaji                           | Pubblicazione    | Pubblicazione |
| Nº | Giapponese 「Kanji」 - Rōmaji                           | Giapponese       |               |
| 1  | 「招聘前夜」 - Shōhei zen'ya                            | 20 aprile 2012   |               |
| 2  | 「神の子VS皇帝」 - Kami no Ko VS Kōtei                  | 22 giugno 2012   |               |
| 3  | 「伝説を継ぐ者たち」 - Densetsu o tsugu-sha-tachi       | 24 agosto 2012   |               |
| 4  | 「勝者の意味」 - Shōsha no imi                          | 26 ottobre 2012  |               |
| 5  | 「男たちの絆」 - Otoko-tachi no kizuna                  | 21 dicembre 2012 |               |
| 6  | 「天使と聖書（バイブル）」 - Tenshi to Seisho (Baiburu) | 22 febbraio 2013 |               |
| 7  | 「ヒミツの王子様」 - Himitsu no ōji-sama                | 24 aprile 2013   |               |

### The New Prince of Tennis OVA vs Genius 10
| Nº | Giapponese 「Kanji」 - Rōmaji                                           | Pubblicazione    | Pubblicazione |
| Nº | Giapponese 「Kanji」 - Rōmaji                                           | Giapponese       |               |
| 1  | 「革命への前奏曲（プレリュード）」 - Kakumei e no pureryūdo (pureryūdo) | 29 ottobre 2014  |               |
| 2  | 「激戦開始」 - Gekisen kaishi                                           | 29 ottobre 2014  |               |
| 3  | 「鏡像と虚像」 - Kyōzō to kyozō                                         | 25 dicembre 2014 |               |
| 4  | 「決戦前夜」 - Kessen zen'ya                                            | 25 dicembre 2014 |               |
| 5  | 「最強のペア」 - Saikyō no pea                                          | 20 febbraio 2015 |               |
| 6  | 「裏切りと交渉」 - Uragiri to kōshō                                     | 20 febbraio 2015 |               |
| 7  | 「10球を抱いて眠れ」 - 10-Kyū o daite nemure                            | 24 aprile 2015   |               |
| 8  | 「皇帝と怪物」 - Kōtei to kaibutsu                                      | 24 aprile 2015   |               |
| 9  | 「覚悟」 - Kakugo                                                       | 26 giugno 2015   |               |
| 10 | 「導かれし者たち」 - Michibikareshi monotachi                           | 26 giugno 2015   |               |